# Vallisneria natans
Vallisneria natans är en dybladsväxtart som först beskrevs av João de Loureiro, och fick sitt nu gällande namn av Hiroshi Hara. Vallisneria natans ingår i släktet Vallisneria och familjen dybladsväxter. IUCN kategoriserar arten globalt som livskraftig. Inga underarter finns listade.

## Bildgalleri

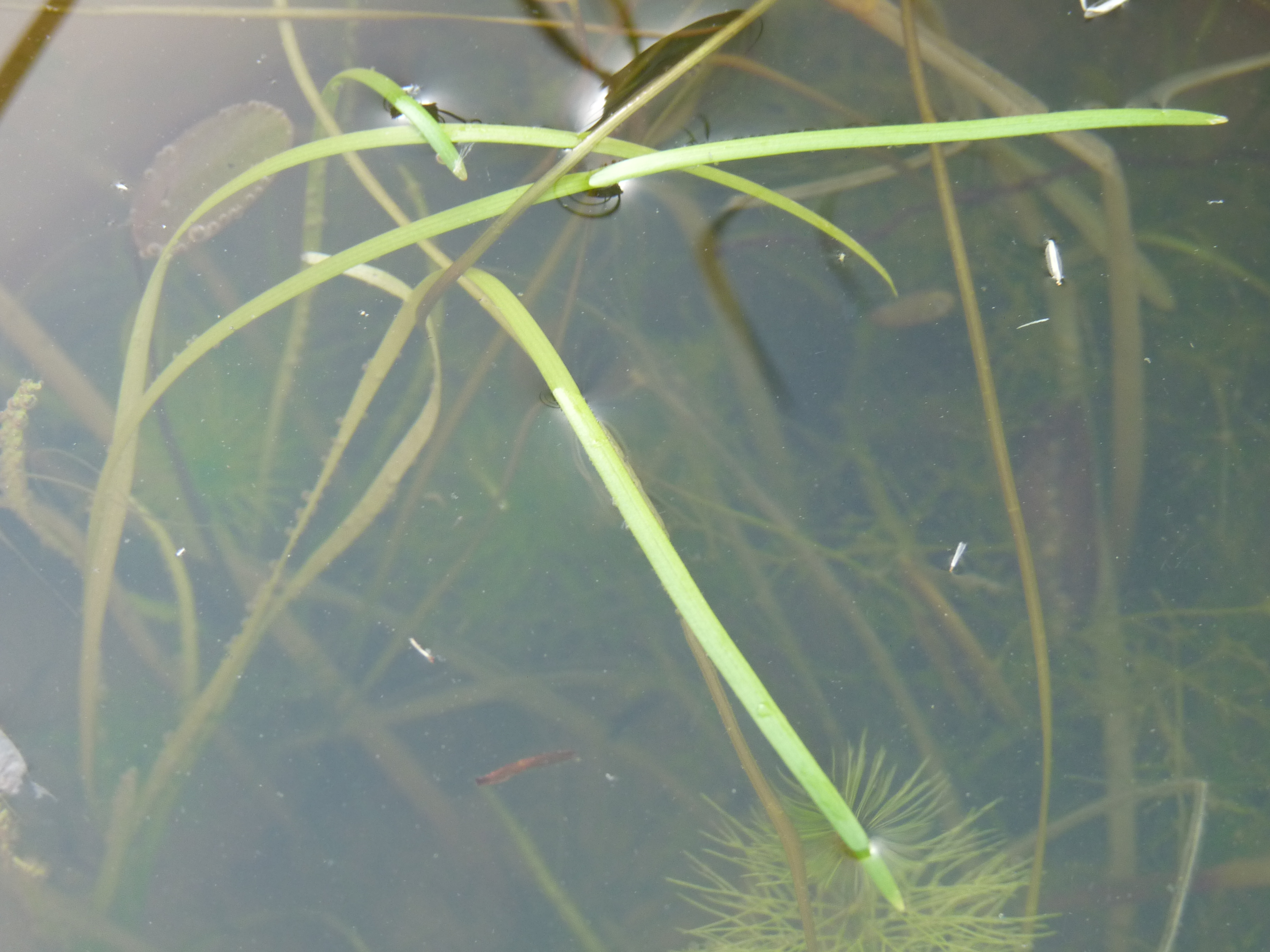